# Regione Settentrionale (Malta)
La Regione Settentrionale (in inglese: Northern Region, in maltese: Reġjun Tramuntana) è una delle cinque regioni di Malta. La regione comprende la parte settentrionale dell'isola principale di Malta. La regione confina con le regioni Centrale e Meridionale.
È stata creata con la legge n. XVI del 2009 su una parte della Malta Maestrale.